# Mort aux vaches
Mort aux vaches – wspólny album studyjny In Slaughter Natives i Deutsch Nepal, wydany w 1994 roku przez wytwórnię Mort aux vaches.

## Lista utworów
1. In Slaughter Natives - "Mort aux vaches" - 43:38 (Awakening Clean Cathedral, Pure Sacred Worms, To Mega Therion, Death Just Only Death, Skin Sore Eyes)
2. Deutsch Nepal - "Mort aux vaches" - 30:44 (Father, 29 Needles, Horses Give Birth to Flies, October Lund-Home)